# Milan Pavlík (architekt)
Milan Pavlík (9. října 1930, Manětín – 17. ledna 2023) byl český architekt, památkář, spisovatel a vysokoškolský pedagog, který se věnoval především barokní architektuře.

## Život
Vystudoval fakultu architektury na Českém vysokém učení technickém v Praze. Po ukončení studia se stal asistentem profesora Oldřicha Stefana na Ústavu dějin architektury. V roce 1958 mu byla z politických důvodů přerušena pedagogická činnost a přešel do Státního ústavu pro rekonstrukci památkových měst a objektů (SÚRPMO), kde se pod vedením Dobroslava Líbala věnoval stavebně historickým průzkumům. Později se stal vedoucím projekčního ateliéru SÚRPMO.
Po roce 1989 byl jmenován profesorem a vedoucím Ústavu dějin architektury a ochrany a renovace památek ČVUT.

## Dílo
- PAVLÍK, Milan. Dialog tvarů. Ilustrace Vladimír Uher. 1. vyd. Praha: Odeon, 1974. 115 s.